# 德國聯邦環境、自然保育、氣候保護及核能安全部

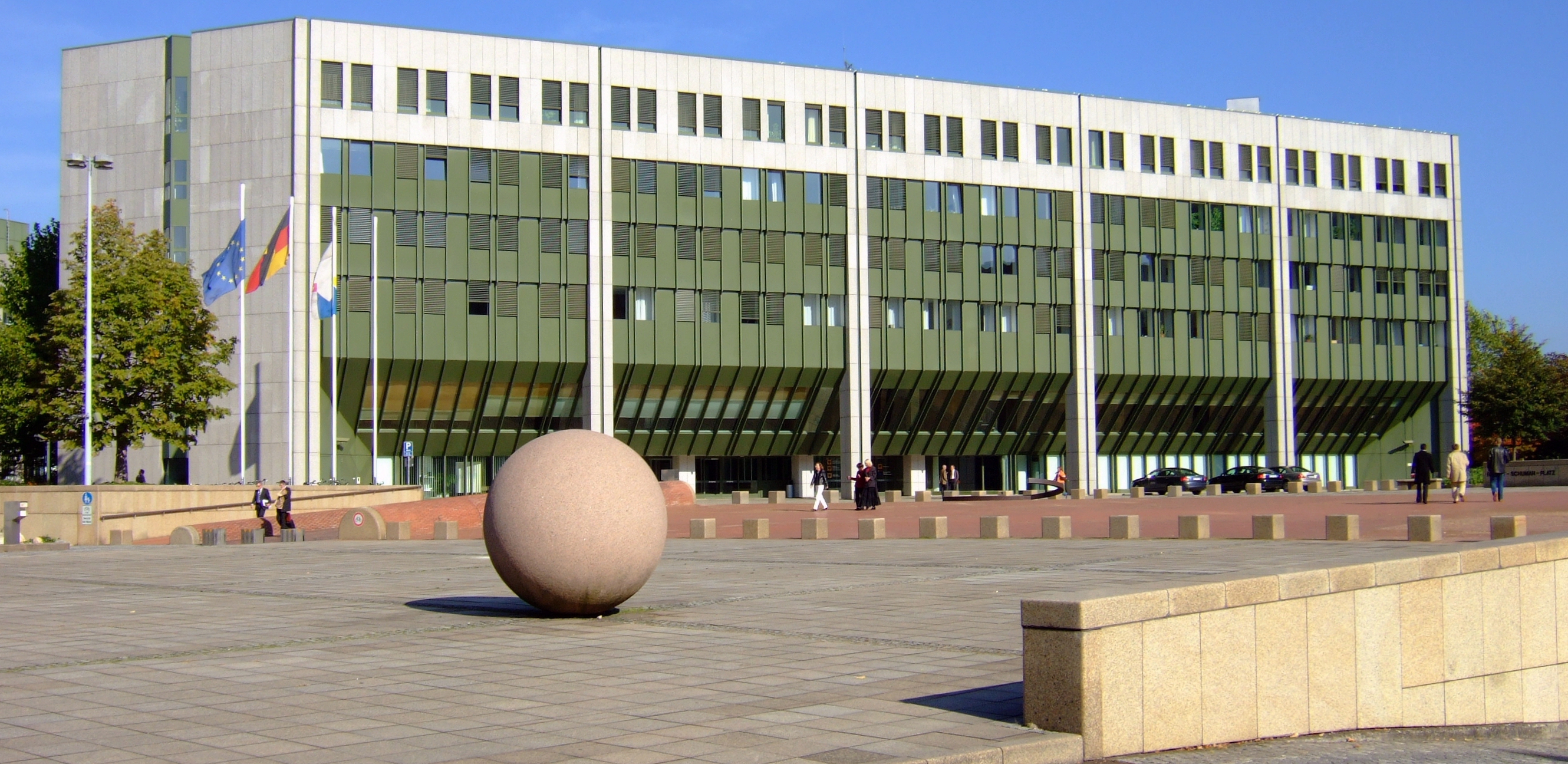
位於波昂的總部

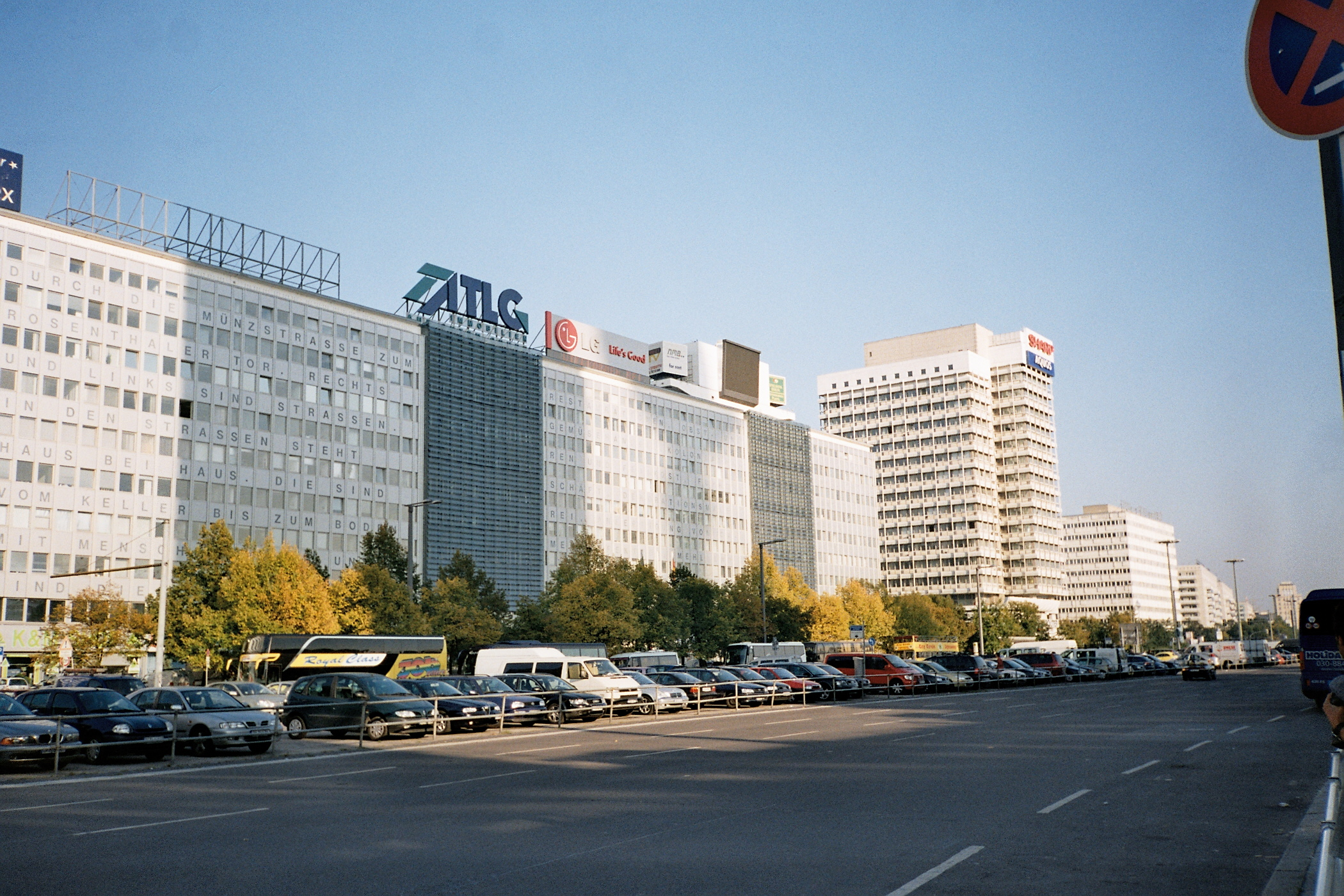
位於柏林亞歷山大廣場的辦公室

德國聯邦環境、自然保育、核能安全及消費者保護部（德語：Bundesministerium für Umwelt, Naturschutz, nukleare Sicherheit und Verbraucherschutz，BMU），位於波昂，是德國聯邦政府部會之一，在柏林設有第二辦公室。

## 組織

### 總署
部長下設三位國務秘書協助政務，其中一名負責管理轄下八個總署，包括：
- Z總署：內部行政、預算、研究及數碼化
- P總署：計畫、戰略及傳媒聯絡
- G總署：環境保護政策、可持續發展、社會政策根本問題及部門統籌
- IK總署：國際、歐州及緩和氣候變遷政策
- S總署：核能安全及輻射保護
- WR總署：水資源管理及資源保護
- IG總署：污染控制、裝置安全、運輸、化學品安全及環境健康
- N總署：自然保育及可持續利用天然資源

### 直屬機構
環境部長除定期與各聯邦州環境部長舉辦聯合會議之外，更直接管理四個聯邦部門，包括：
- 德國聯邦環境局（Umweltbundesamt）
- 德國聯邦自然保護局（Bundesamt für Naturschutz）
- 德國聯邦輻射防護局（Bundesamt für Strahlenschutz）
- 德國聯邦核廢料安全局（Bundesamt für die Sicherheit der nuklearen Entsorgung）

## 外部連結
- 官方網站 （页面存档备份，存于）（德文）